# Lyngenhalvøya
Koordinaten: 69° 41′ 0″ N, 20° 4′ 0″ O
Lyngenhalvøya (deutsch Lyngenhalbinsel) ist eine Halbinsel in den Kommunen Lyngen und Storfjord im Fylke Troms in Nordnorwegen. Sie liegt zwischen dem Ullsfjord im Westen und dem Lyngenfjord im Osten und hat eine Fläche von rund 1500 km². Große Teile der Halbinsel gehören zum Landschaftsschutzgebiet Lyngsalpan landskapsvernområde (Lyngener Alpen-Landschaft) und sind geprägt von den Lyngenalpen.
Die Halbinsel hat in ihrer Mitte bei Kjosen am Ullsfjorden einen Einschnitt. Die zentralen Teile der Halbinsel bestehen aus Berglandschaft mit Gletschern und tiefen Tälern sowie zerklüfteten Schluchten. Der höchste Berg auf der Halbinsel und gleichzeitig der höchste Berg der Provinz Troms ist der Jiehkkevarri mit 1834 m.

Das nordöstliche Ufer der Lyngen-Halbinsel am Lyngenfjord im Juni 2011.